# Giridža Prasád Koirála
Giridža Prasád Koirála (nepálsky गिरिजाप्रसाद कोइराला; 4. července 1924 Bihár – 20. března 2010 Káthmándú) byl nepálský politik, předseda Nepálského kongresu a čtyřikrát nepálský předseda vlády (v letech 1991–1994, 1998–1999, 2000–2001 a 2006–2008). Po svém zvolení byl prvním demokraticky zvoleným nepálským předsedou vlády od roku 1959, kdy vyhrál volby jeho bratr Bišéšvar Prasád Koirála. V letech 2007 až 2008 byl jako premiér úřadující hlavou státu během přechodu z monarchie na republiku.

## Mládí
Narodil se 4. července 1924 v indickém Biháru, kde byl jeho otec Krišna Prasád Koirála s rodinou v té době v exilu.

## Smrt
Zemřel 20. března 2010 v domě své dcery ve věku 85 let. Jeho pohřeb se konal o den později v hinduistickém chrámu v Káthmándú.